# Hubert Leitgeb (Botaniker)

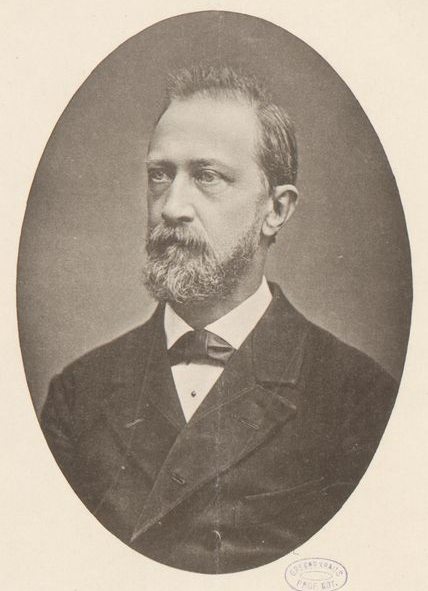
Hubert Leitgeb (ca. 1885)

Hubert Leitgeb (* 20. Oktober 1835 in Portendorf; † 5. April 1888 in Graz) war ein österreichischer Botaniker, der auf den Gebieten der Pflanzenanatomie und -physiologie, sowie der Ontogenese und Phylogenese besonders der Lebermoose arbeitete. Sein offizielles botanisches Autorenkürzel lautet „Leitg.“

## Leben
Hubert Leitgeb war eines von 10 Kindern des Gutsbesitzers Ignaz Leitgeb und seiner Frau Anna, geb. Olschnegger. Seine frühe Ausbildung erhielt Leitgeb auf dem elterlichen Gut durch einen Hofmeister, bevor er das Gymnasium in Klagenfurt bezog. Dort wurde sein Interesse an Botanik bereits durch den Kapitular des Stifts St. Paul in Klagenfurt und Floristen Rainer Graf (1811–1872) geweckt. Bereits mit 16 Jahren immatrikulierte sich Leitgeb im Herbst 1852 an der philosophischen Fakultät der Universität Graz zum Studium der Naturwissenschaften, wo der damals Jura studierende Valentin Puntschart (1825–1904) besonders auf ihn einwirkte und die Wahl des Lehrberufs entscheidend beeinflusste. Im zweiten Jahr seiner universitären Ausbildung wechselte Leitgeb an die Universität Wien, um sich zum einen auf das höhere Lehramt vorzubereiten, aber auch um unter der Leitung von Franz Unger (1800–1870) erste pflanzenanatomische Studien zu betreiben. 1855 erschien sein Erstlingswerk über „die Luftwege in Pflanzen“. Im gleichen Jahr erlangte er an der Universität Graz die Doktorwürde und legte ein Jahr später das Staatsexamen für das höhere Schulamt ab.
Die nächsten Jahre war Leitgeb als Gymnasiallehrer tätig: von 1857 bis 1858 in Cilli und 1859 bis 1864 in Görz. Für 1864 wurde ihm ein Urlaub bewilligt, um seine Arbeiten über Luftwurzeln abzuschließen. Seine Reise führte ihn über Wien nach München, wo er ein Schüler des Botanikers Carl Wilhelm von Nägeli wurde. Im gleichen Jahr wurde er an das Gymnasium in Linz versetzt, aber bereits gegen Ende des Jahres 1865 befindet er sich wieder in München bei Nägeli, um die gemeinsam begonnene Arbeit über die Entstehung und das Wachstum der Wurzeln zu beenden, welche 1868 im vierten Band von Nägelis „Beiträgen zur wissenschaftlichen Botanik“ erschien. 1866 beginnt er als Lehrer am Gymnasium in Graz und habilitiert sich gleichzeitig als Privatdozent der Botanik an der dortigen Universität.

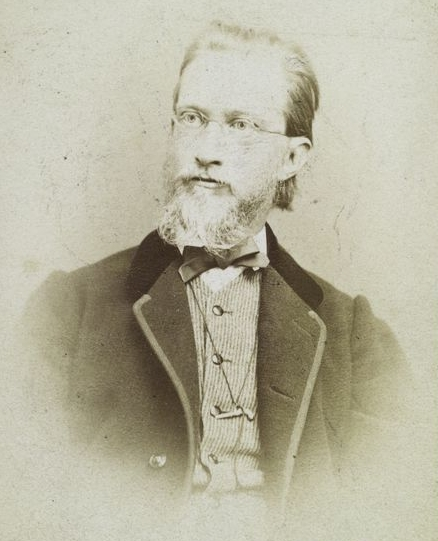
Hubert Leitgeb (ca. 1870)

Im Jahr 1868 wird er zum außerordentlichen und bereits 1869 zum ordentlichen Professor der Botanik an der Universität Graz benannt und war 1876/77 Dekan der philosophischen Fakultät und 1884/85 Rektor der Universität. Durch den Wechsel 1873 von August Wilhelm Eichler von der Technischen Hochschule Graz an die Universität Leipzig übernahm Leitgeb die Direktion des botanischen Gartens in Graz und zusätzlichen dessen Lehrstuhl der Botanik an der Technischen Hochschule bis zum Wintersemester 1879/80. Er begründete das botanische Institut der Universität, welches sich gegenüber dem botanischen Garten befand. Während seiner Zeit an der Universität Graz lehnte er zwei Berufungen an andere Universitäten ab: 1873 die erste als Professor für physiologische Botanik an die Universität Wien und 1878 die zweite an die Universität Tübingen. Als Hauptgrund nannte Leitgeb die Aussicht auf die Neuanlage des botanischen Gartens und der Errichtung eines dazugehörigen Laboratoriums für das botanische Institut.
Jedoch wurde im Frühjahr 1888 nur die Neuanlage des botanischen Gartens bewilligt, der Neubau des botanischen Instituts aber auf unbestimmte Zeit vertagt. Leitgeb sah dies als persönlichen Misserfolg an und sah seine wissenschaftliche Arbeit darin gefährdet. Auch der frühe Tod seiner Frau Amalia (geb. Pauschitz; † 6. April 1878 im Wochenbette) und seiner Tochter Margaretha († 10. Januar 1880) sollen dazu geführt haben, dass er sich am 5. April 1888, ein Tag vor dem zehnten Todestag seiner Frau, durch einen Kopfschuss das Leben nahm. Hubert Leitgeb wurde 52 Jahre.
Hubert Leitgeb war auch von 1869 bis 1872 Abgeordneter im Kärntner Landtag, wo er sich besonders um die Schulgesetzgebung verdient machte.

## Leistungen und Ehrungen
Hubert Leitgebs Hauptwerk bilden die „Untersuchungen über die Lebermoose“, welche in 6 Heften zwischen 1874 und 1881 erschienen. Viele seiner Kollegen und spätere Botaniker äußerten sich lobend hierzu. Julius Sachs aus Würzburg schrieb ihm nach der Durchsicht des zweiten Heftes: „Eine mit solcher Meisterschaft durchgeführte Untersuchung wie die Ihrige, kann einen anderen leicht glauben lassen, er würde Ähnliches leisten können; ich glaube aber, dass es mir wenigstens nicht gelingen würde, mich so tief in die morphologischen Beziehungen einzuleben.“ Eduard Strasburger, der die Rezensionen der ersten beiden Hefte in der Jenaer Literaturzeitung übernahm, gratuliert ihm in einem Brief vom 13. November 1881 nach dem Erhalt des letzten Heftes: „Ihr letztes Heft habe ich mit großer Freude gelesen; haben Ihnen diese Untersuchungen auch unendlich viel Arbeit verursacht, so können Sie doch auf dieselben mit Stolz, aus auf eine in ihrer Art einzige Leistung zurückblicken. Einer ähnlichen Bearbeitung hat sich keine andere Gruppe des Pflanzenreichs zu erfreuen.“ Das Schlußheft widmete Leitgeb dem „Altmeister der deutschen Lebermooskunde“ Karl Moritz Gottsche, der sich daraufhin bedankte mit den Worten: „Deutschland besitzt durch Sie den Ruhm, vor allen Völkern das reichhaltigste Buch über die Physiologie der Lebermoose zu haben.“ Rudolf Mathias Schuster nennt 1966 Leitgebs Untersuchungen „one of a small number of basic, timeless works, fundamental to all further work“.
Leitgeb war Mitglied der Botanischen Gesellschaften in Regensburg und Edinburgh, seit 1873 der Leopoldina und seit 1876 korrespondierendes, ab 1887 wirkliches, Mitglied der kaiserlichen Akademie der Wissenschaften in Wien. Die Deutsche Botanische Gesellschaft wählte ihn 1883 und 1884 zu ihrem Vize-Präsidenten.
Verschiedene Taxa wurde nach ihm benannt: das Rädertierchen Callidina leitgebi (= Habrotrocha leitgebi) von seinem Schüler Carl Zelinka, das Lebermoos Zoopsis leitgebiana von den englischen Botanikern Benjamin Carrington und William Henry Pearson und eine Gattung der Ochnaceae Leitgebia (= Sauvagesia) von August Wilhelm Eichler.

## Werke (Auswahl)
Emil Heinricher verzeichnet in seinem Nekrolog 52 wissenschaftliche Schriften, sowie einige im Druck erschienene Reden, Vorträge und Artikel in belletristischen Zeitschriften.
- C. Nägeli, H. Leitgeb: Entstehung und Wachsthum der Wurzeln. In: Carl Nägeli (Hrsg.): Beiträge zur wissenschaftlichen Botanik. Viertes Heft. Verlag von Wilhelm Engelmann, Leipzig 1868, S. 73–160, urn:nbn:de:hebis:30:4-5449.
- Untersuchungen ueber die Lebermoose. 6 Hefte. 1874–1881
  - I. Heft: Blasia Pusilla. Jena 1874
  - II. Heft: Die foliosen Jungermannieen. Jena 1875
  - III. Heft: Die frondosen Jungermannieen. Jena 1877
  - IV. Heft: Die Riccieen. Graz 1879
  - V. Heft: Die Anthoceroteen. Graz 1879
  - VI. Heft: Die Marchantieen und allgemeine Bemerkungen über Lebermoose. Graz 1881
- Bau und Entwicklung der Sporenhäute und ihr Verhalten bei der Keimung. Graz 1884